# 景洪崖爬藤
景洪崖爬藤（学名：Tetrastigma jinghongense）为葡萄科崖爬藤属的植物。分布于中国大陆的云南等地，生长于海拔700米至1,150米的地区，常生长在山坡溪边林中，目前尚未由人工引种栽培。

## 异名
- Tetrastigma megalocarpum W. T. Wang